# Hoàng Cương (nhạc sĩ)
Hoàng Cương là một phó giáo sư, nhạc sĩ, nhà giáo nhân dân người Việt Nam. Ông từng là Giám đóc Nhạc viện Thành phố Hồ Chí Minh. Với vai trò là nhạc sĩ, ông thường sáng tác khí nhạc cho các nhạc cụ phương Tây như vĩ cầm, dương cầm, flute. Ông được trao Giải thưởng Nhà nước về Văn học - Nghệ thuật năm 2017.

## Tiểu sử
Hoàng Cương sinh ngày 27 tháng 3 năm 1944. Nguyên quán của ông ở Thành phố Huế, Thừa Thiên Huế. Ông từng học tại trường Marxim Gorki và Nhạc viện Carl Maria von Weber (Dresden, Đức), Nhạc viện Tchaikovsky (Moskva, Nga), sau đó ông tham gia thực tập sau đại học tại Nhạc viện Chopin (Warszawa, Ba Lan).
Sau nhiều năm được đào tạo bài bản, Hoàng Cương về Việt Nam giảng dạy âm nhạc. Ông từng có thời gian dạy vĩ cầm tại trường Âm nhạc Việt Nam (Học viện Âm nhạc Quốc gia Việt Nam), Nhạc viện Thành phố Hồ Chí Minh.
Ông từng đảm nhiệm vị trí Phó trưởng khoa Đàn dây, Trưởng khoa Đàn dây và khoa Nhạc cụ giao hưởng, Giám đốc Nhạc viện thành phố Hồ Chí Minh, thành viên Ban giám khảo cuộc thi vĩ cầm quốc tế Louis Spohr tại Freiburg, Đức.
Hoàng Cương được phong danh hiệu Phó Giáo sư vào năm 1992, là Hội viên Hội Nhạc sĩ Việt Nam và Hội Âm nhạc Thành phố Hồ Chí Minh.

## Sự nghiệp
Hoàng Cương được xem là một trong những nhạc sĩ sáng tác khí nhạc có "số lượng và chất lượng đạt hiệu quả cao tại Việt Nam". Những tác phẩm tiêu biểu của ông bao gồm "Ráng chiều" viết cho vĩ cầm và dương cầm, "Tranh tứ bình" (Rondo cho tứ tấu đàn dây), "Ký ức dòng sông" (tổ khúc cho dàn nhạc dây). Hoàng Cương còn viết nhiều ca khúc cho giới trẻ. Ngay thời điểm này trên mạng xã hội, bài hát "Tháng Giêng - Mùa xuân" còn sót lại viết theo thể loại thính phòng kết hợp nhạc trẻ của ông cũng từng tham gia chương trình Bài hát Việt năm 2013.
Năm 2017, ông được trao tặng Giải thưởng Nhà nước về Văn học Nghệ thuật với các tác phẩm khí nhạc: Ký ức dòng sông (tổ khúc 4 chương cho dàn nhạc dây), Trống tràng thành (Scatte-Ballade viết cho violencello và piano), Quintet (cho contrabasse violon, viola, piano), Bài ca tháng Năm (hợp xướng và dàn nhạc giao hưởng), Thác đổ (giàn nhạc giao hưởng).

## Tác phẩm chính
Ông có nhiều sáng tác nhiều tác phẩm âm nhạc thính phòng và giao hưởng cùng nhiều tác phẩm cho các nhạc cụ phương tây như dương cầm, vĩ cầm, viola, cello, kèn và trên 40 ca khúc có đệm dương cầm hay dàn nhạc.
- 1982: "Tranh tứ bình" viết cho tứ tấu dây - giải A Hội diễn ca múa nhạc.
- 1985: "Ráng chiều" (viết cho vĩ cầm và dương cầm) - huy chương Vàng Hội diễn ca múa nhạc.
- 1990: Tứ tấu dây "Sonatine in C" - giải II khí nhạc Hội Nhạc sĩ Việt Nam.
- 1996: Tổ khúc cho dàn nhạc dây "Ký ức dòng sông" - giải II Hội Nhạc sĩ Việt Nam.
- 1997: Ballade cho cello và dương cầm "Trống tràng thành" - giải II Hội Nhạc sĩ Việt Nam.
- 1998: "Vũ khúc" cho dương cầm - giải III Hội Nhạc sĩ Việt Nam.
- 1999: "Đêm trăn trở" cho dương cầm - giải III Hội Nhạc sĩ Việt Nam.
- 2000: 10 biến tấu cho tam tấu dây "Ngày đầu xuân" - giải II Hội Nhạc sĩ Việt Nam.
- 2001: Quintett cho vĩ cầm, viola, cello, contrabasse và dương cầm - giải II Hội Nhạc sĩ Việt Nam.
- 2002: Ouverture "Mùa xuân thế kỷ" cho dàn nhạc giao hưởng -được diễn tại Tallahassee, Florida, Hoa Kỳ.
- 2003: "Thoả nỗi nhớ mong" viết cho flute, đàn bầu, cello dương cầm - viết theo đơn đặt hàng của thành phố Durham, Bắc Carolina, Hoa Kỳ; đã được công diễn cùng nhiều tác phẩm của các nhạc sỹ châu Á. Tác giả được mời sang tham dự và trình bày về tác phẩm của mình.
- 2004: Sáng tác tác phẩm "Thác đổ" cho dàn nhạc giao hưởng. Hoàn thành tập I cho ca khúc có đệm dương cầm.
- 2005: Hoàn thành tập II ca khúc có phần đệm.
- 2006: Serenade cho dàn nhạc dây. Tác phẩm được công diễn tại Đại học âm nhạc UNT (Texas, Hoa Kỳ) vào ngày 16 tháng 11 năm 2017 với chỉ huy trưởng là Trần Vương Thạch.
- 2008: "Bài ca tháng Năm" cho hợp xướng và dàn nhạc giao hưởng.
- 2010: "Ngàn xuân Thăng Long" cho ténor, hợp xướng và dàn nhạc giao hưởng "Concerto cho vĩ cầm, oboe và dàn nhạc thính phòng" - giải C Hội Nhạc sĩ Việt Nam năm 2013.
- 2013: "Vũ hội đêm Rằm" cho song tấu dương cầm.

## Giải thưởng
- Giải A Hội diễn ca múa nhạc toàn quốc 1982
- Huy chương Vàng Hội diễn ca múa nhạc toàn quốc 1985
- Giải Nhì khí nhạc Hội Nhạc sĩ Việt Nam 1990
- Giải Nhì Hội Nhạc sĩ Việt Nam 1996
- Giải Nhì Hội Nhạc sĩ Việt Nam 1997
- Giải Ba Hội Nhạc sĩ Việt Nam 1998
- Giải Ba Hội Nhạc sĩ Việt Nam 1999
- Giải Nhì Hội Nhạc sĩ Việt Nam 2000
- Giải Nhì Hội Nhạc sĩ Việt Nam 2001

## Vinh danh
- Nhà giáo Nhân dân năm 2010
- Giải thưởng Nhà nước về Văn học Nghệ thuật năm 2017.[6]

## Đời tư
Ông kết hôn với nghệ sĩ Lê Kim Thanh, một giảng viên dương cầm. Hoàng Cương có con trai là nghệ sĩ vĩ cầm Hoàng Tuấn Cương, sinh năm 1979. Con gái ông cũng là nghệ sĩ vĩ cầm tên Hoàng Linh Chi.